# Abbaye de Buckland
L'abbaye de Buckland (Buckland Abbey) est une propriété située à Buckland Monachorum dans le Devon. Abbaye cistercienne fondée en 1278, elle est fermée en 1539 et transformée en château. Elle a été la propriété de Richard Grenville puis de Francis Drake avant de devenir celle du National Trust.

## Situation
Le domaine est situé entre le village de Buckland Monachorum et le village de Milton Combe, dans le district du West Devon, à l'est de la vallée de la Tavy (en), à 6 km en amont de la confluence avec le fleuve Tamar, qui marque la frontière entre le Devon et les Cornouailles. Les bâtiments sont situés dans un petit vallon parcouru par un ruisseau, affluent de la rive gauche de la Tavy.

## Historique
L'abbaye Saint-Benoit de Buckland a été fondée en 1278 à l'initiative d'Amicia, comtesse du Devon. Elle est confiée aux moines cisterciens de l'abbaye Notre-Dame de Quarr, dans l'île de Wight, elle-même de la congrégation de l'abbaye de Savigny, fille de l'abbaye de Clairvaux (numéro 680 dans la nomenclature de Janauschek. Lui sont adjoints en outre les domaines de Bickleigh (South Hams), Walkhampton et celui, plus éloigné à l'est, de Cullompton. Il s'agit de la dernière fondation rurale cistercienne d'Angleterre. Elle possédait un important patrimoine foncier au sud-ouest du Devon. Selon les archives épiscopales d'Exeter, l'abbaye possède jusqu'à cinq granges en plus de celle située à proximité de l'abbaye ainsi que les droits sur les marchés et foires de Buckland et Cullompton. Un droit de fortification lui est accordé par le roi Édouard III en 1337. Elle souffre fortement de la peste noire en 1349. 
À la fermeture de l'abbaye en 1539, il ne reste plus que 12 moines. L'inventaire du domaine recense, outre les bâtiments monastiques, des granges, des maisons, un cimetière, des étangs et divers bâtiments et prairies dans l'enceinte de l'abbaye ou à proximité. Le domaine est loué à un certain George Pollard en 1539 puis vendu par la couronne en 1541 à la famille Grenville. Le militaire et navigateur Richard Grenville l'hérite de son père et transforme l'abbatiale en résidence de style élisabéthain. La nef est raccourcie de quelques travées et transformée en grande salle, surmontées de deux étages d'appartements, le transept est supprimé, tandis que trois des chapelles latérales et le clocher sont conservés. Une aile de service lui est adjointe à l'emplacement de l'ancien presbytère. Le domaine est vendu à Francis Drake en 1581 et reste dans sa famille jusqu'en 1946. Au XVIIIe siècle, subsistaient encore le transept nord ainsi que la partie est du cloître. Au XIXe siècle, une chapelle est aménagée dans l'ancien presbytère. Un incendie détruit une partie des appartements en 1938 et ces derniers sont en grande partie remaniés.
En 1949, le propriétaire de l'époque, le capitaine Arthur Rodd, propriétaire terrien de Yelverton (Devon) (en), en fait don au National Trust. Les bâtiments sont alors classés et une restauration est entamée en vue de son ouverture au public. La maison et la grange sont classés au grade I, les autres étant de grade II. 

## Description

### Les vestiges de l'abbatiale et l'actuel château

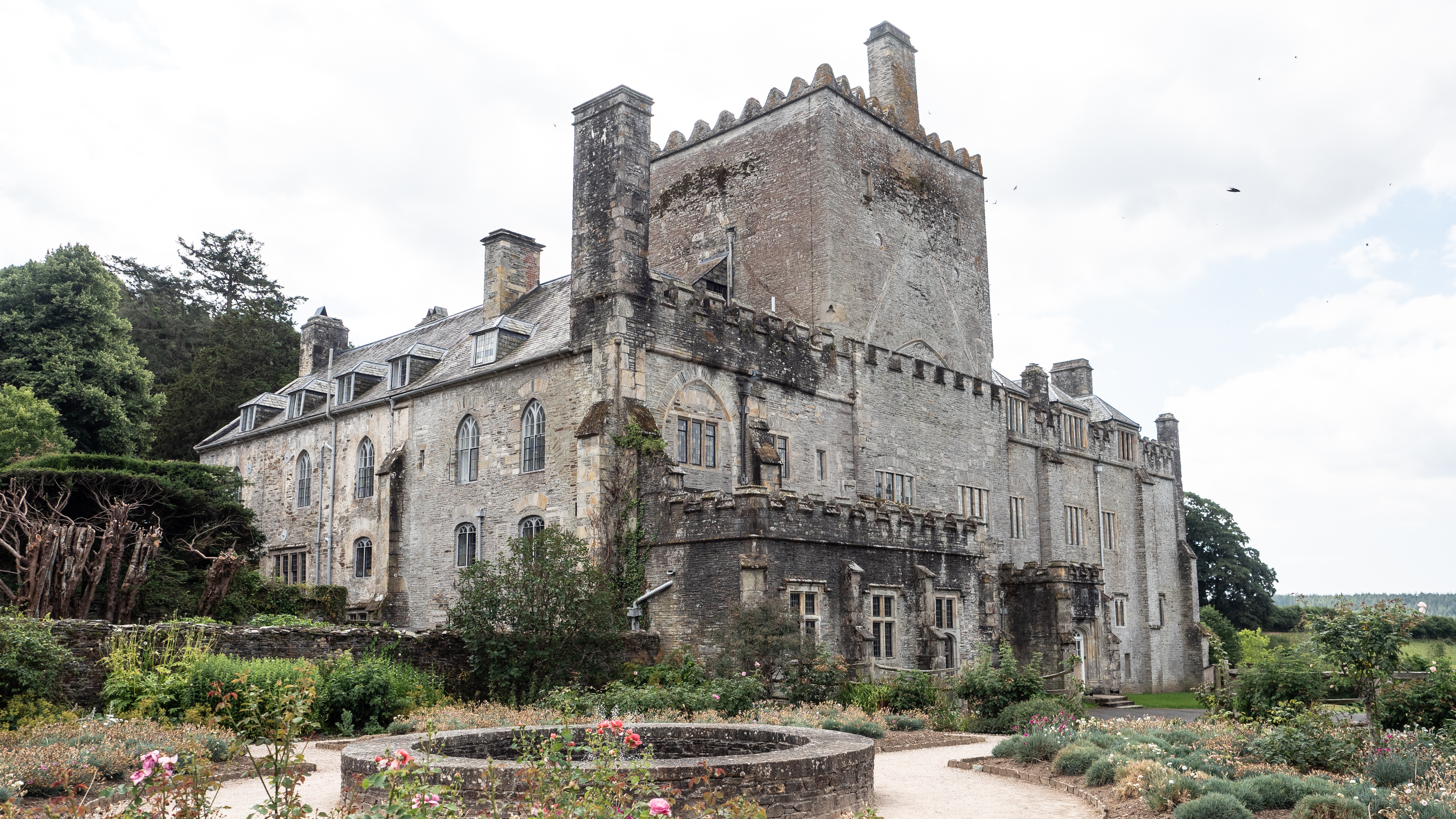
L'ancienne abbatiale et actuel château.

Le vestige le plus important de l'ancienne abbatiale est son clocher, qui surplombait autrefois le chœur, intégré à la maison actuelle, haute de 18 mètres. Les piliers de la tour et les arcs de la nef et de la partie nord du transept sont encore visibles à l'intérieur du bâtiment. L'arc de la partie sud du transept constitue un élément décoratif sur la façade de la maison. Les vestiges encore conservés mesurent 37 mètres de long pour 28 mètres de large au niveau du transept. La nef mesurait 10 mètres de large pour une longueur conservée de 18 mètres comprenant 4 travées, 2 ou 3 travées ayant été abattues. 
Parmi les pièces principales de la résidence actuelle, on compte la grande salle avec un plafond mouluré, une salle à manger de style géorgien, une chambre de style Tudor et une grande cuisine du XVIe siècle. 

### Les autres bâtiments

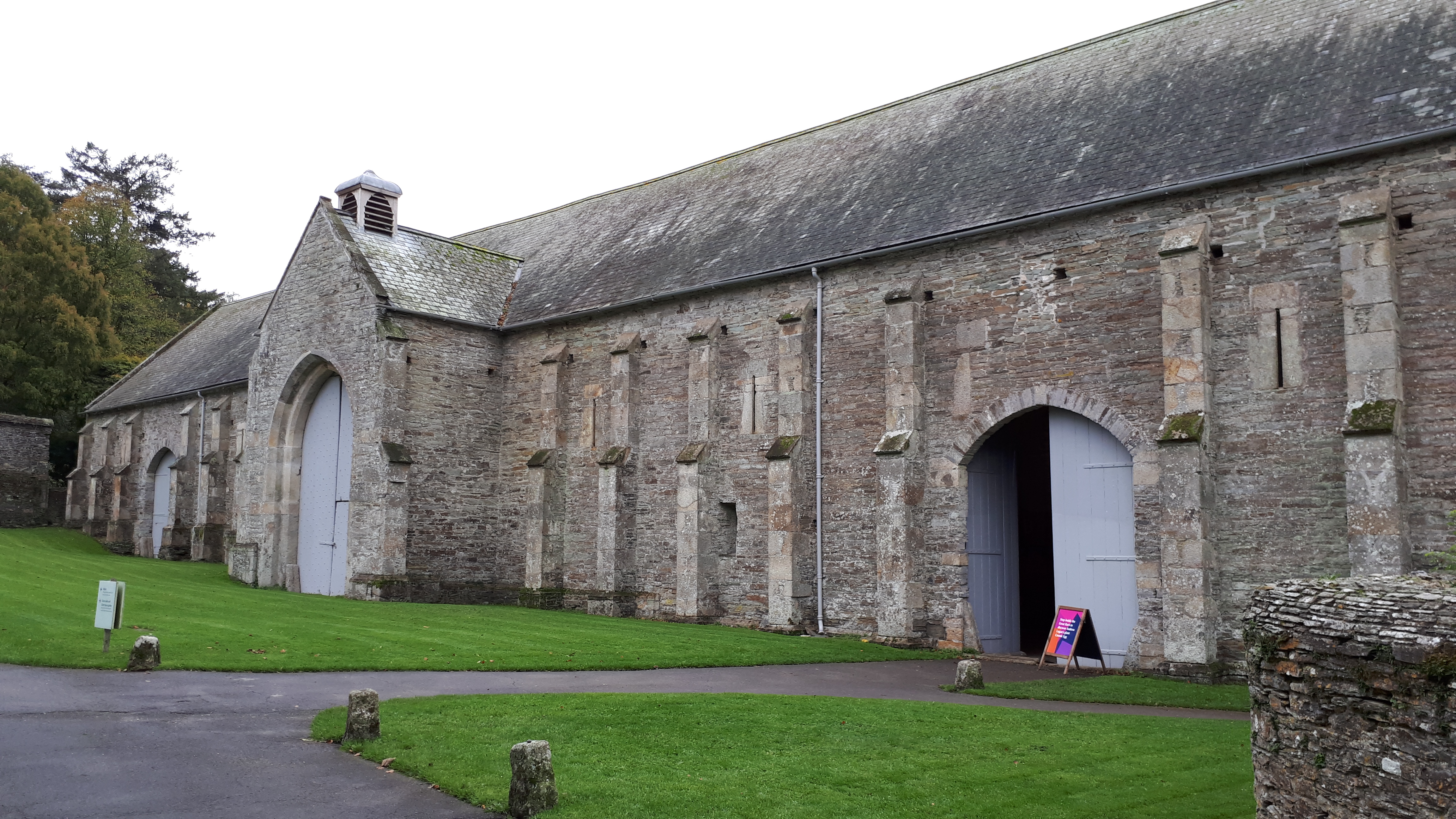
La grange médiévale.

Le cloître se trouvait autrefois au nord de l'abbatiale et a presque complètement disparu. Plusieurs bâtiments annexes de l'ancienne abbaye sont toutefois conservés. C'est le cas notamment des vestiges de l'ancien logis de l'abbé, qui conserve sa tour d'escalier du XVe siècle (Tower House). La grange est datée du début du XIVe siècle, et mesure 50 mètres de long sur 20 mètres de large. Sa toiture en bois contient 20 grandes fenêtres. A l'est de cette dernière se trouve l'ancienne ferme, remontant elle-aussi au XIVe siècle, qui sert de nos jours de bâtiment d'accueil des visiteurs. La maison du cidre (Cider house) contient elle aussi des vestiges de l'extrémité du réfectoire des moines.

### Les collections conservées sur place
Le National Trust conserve sur place des collections de mobiliers acquis par l'institution et ne provenant pas de la propriété. Parmi ces collections, on note la présence d'un tableau de Rembrandt : l'Autoportrait portant un bonnet à plumes blanches, acquis par donation en 2010. Longtemps attribué à un élève du maître, il est désormais reconnu comme un autoportrait de la main du célèbre peintre. Le bâtiment abrite aussi plusieurs œuvres prêtées par le musée de la ville voisine de Plymouth.